# Two (serie televisiva)
Two è una serie televisiva d'azione canadese trasmessa per una sola stagione dal canale televisivo canadese CTV.

## Trama
Gus McClain (Michael Easton) è incolpato dell'omicidio della moglie. Il delitto è stato commesso dal fratello gemello di Gus, Booth Hubbard (sempre interpretato da Michael Easton), per incastrare il fratello. Fino a quel momento Gus non sapeva di avere un fratello gemello. Booth ha commesso altri omicidi sempre assumendo l'identità di Gus.
L'agente dell'FBI incaricata del caso, Terry Carter (Barbara Tyson) ha avuto un collega rimasto vittima di Booth Hubbart.
Gus McClain scappa per cercare di dimostrare la sua innocenza.

## Produzione
La trama della serie ha preso spunto dal film Il fuggitivo con Harrison Ford.